# Úrsula Corberó
Úrsula Corberó Delgado (Llinars del Vallès, 11 augustus 1989) is een Spaanse actrice die internationaal doorbrak met haar rol als Tokio in de Spaanse serie La casa de papel. Ze had haar eerste rol in 2002 als Maria in de serie Mirall Trencat.
Voor haar rol in La casa de papel werd ze in 2018 in Spanje de winnaar van de prijs voor beste actrice van de ATV Iris-filmprijzen en was ze genomineerd voor de prijs voor beste actrice in een hoofdrol van een televisieserie voor de Spaanse Feroz-prijzen.

## Levensloop
Corberó heeft sinds 2016 een relatie met de Argentijnse acteur Chino Darín.

## Filmografie

### Films
Uitgezonderd korte films.

### Televisie
- Biblioteca Nacional de España: XX5050315
- Bibliothèque nationale de France: cb17740375w (data)
- Catàleg d'autoritats de noms i títols de Catalunya: 981061059543406706
- Gemeinsame Normdatei: 1180060245
- International Standard Name Identifier: 0000 0003 7203 7809
- Library of Congress Control Number: no2019093707
- Système universitaire de documentation: 234499109
- Virtual International Authority File: 172359753
- WorldCat: E39PBJtcJPyJHDHBbPCVwffpfq